# Censor (sang)
 For alternative betydninger, se Censor. (Se også artikler, som begynder med Censor)
"Censor" er Gulddrengs niende single og den anden, der ikke nåede førstepladsen på hitlisterne. Sangen udkom den 19. maj 2017 og går ud til dem, der skal op til eksamen. Sangen blev på en uge spillet over 700.000 gange på Spotify.